# Laboratorio Columbus

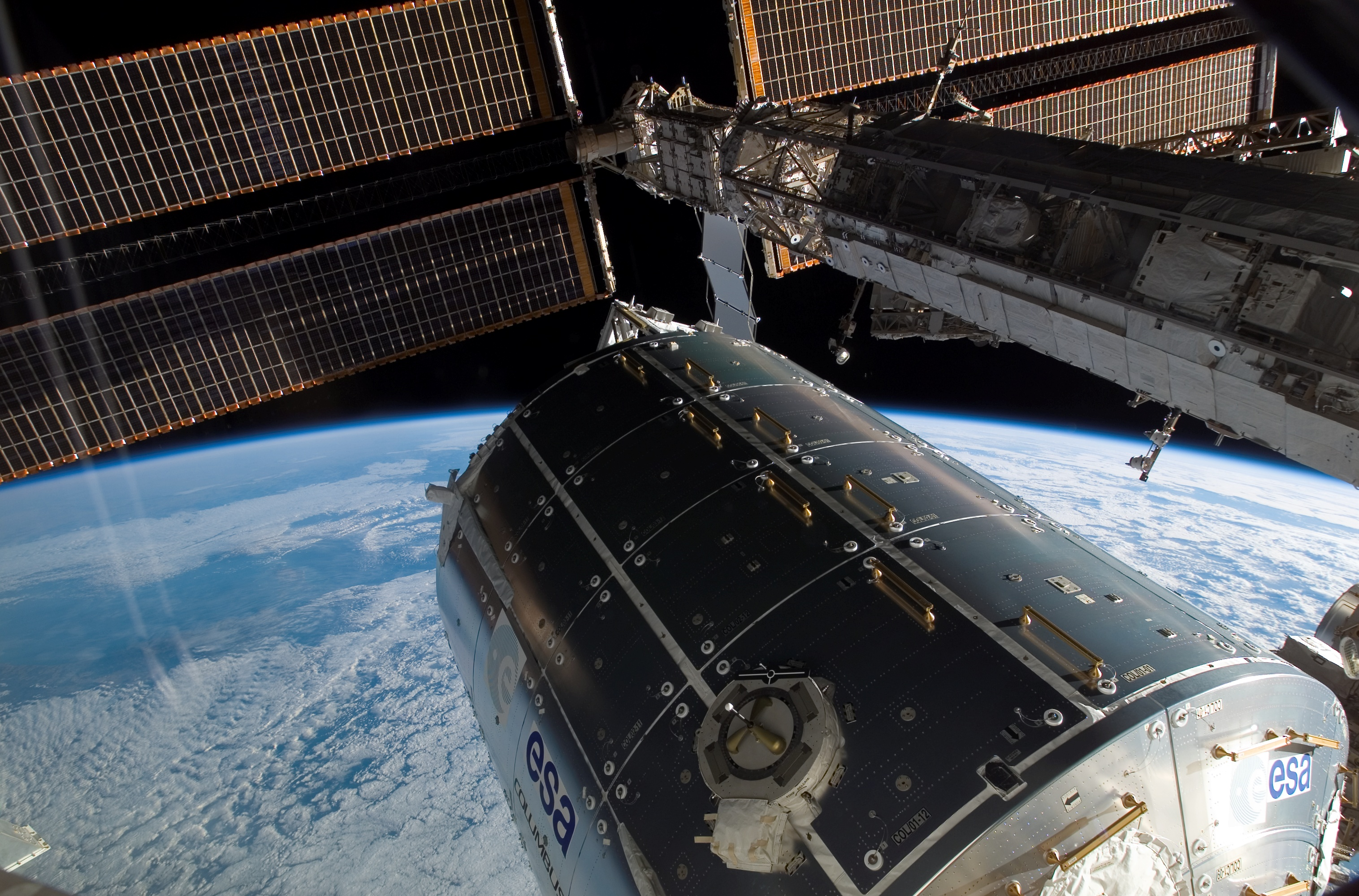
El módulo Columbus en la Estación Espacial Internacional.

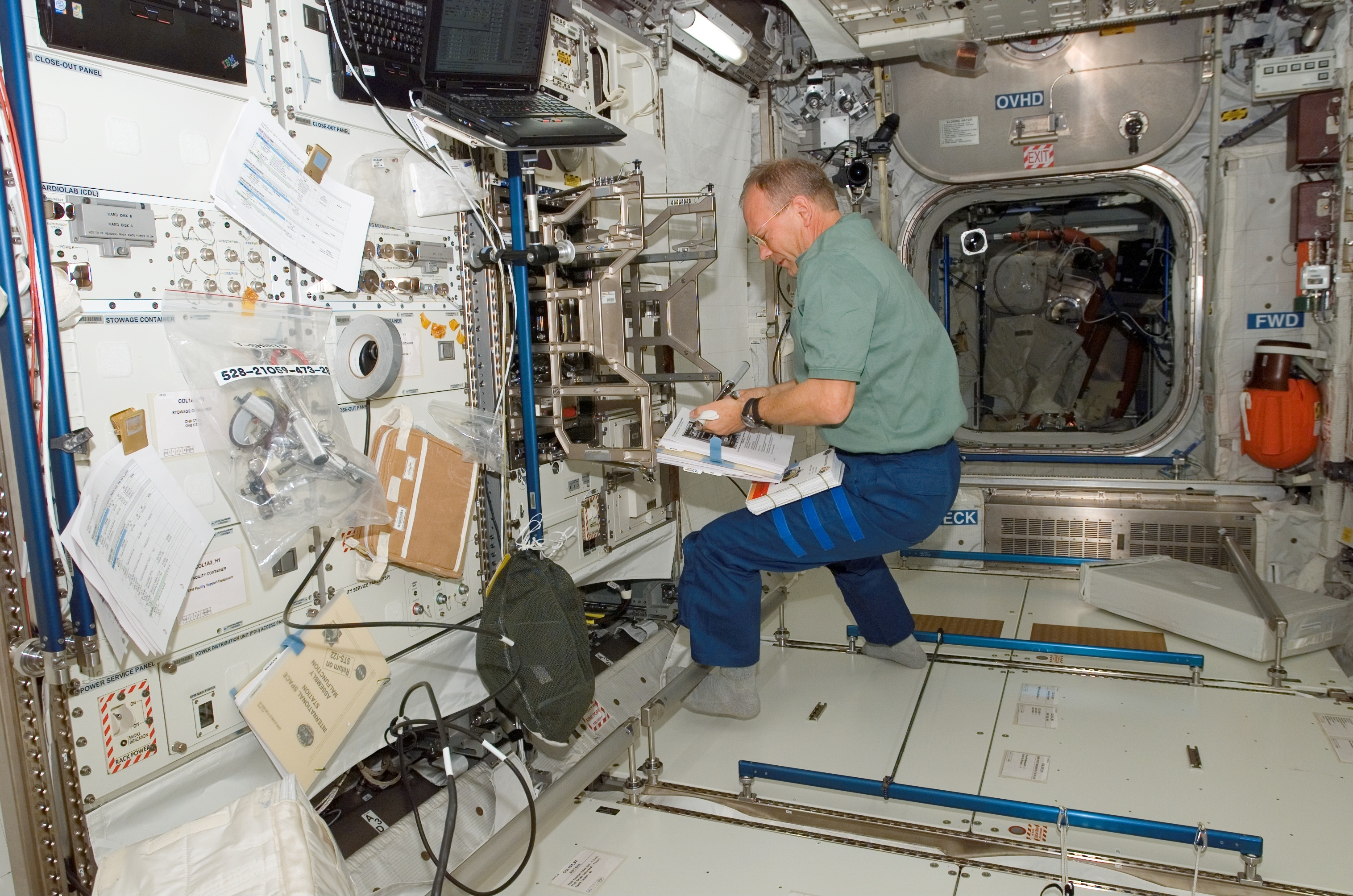
Hans Schlegel trabaja con el equipamiento del Columbus.

El Columbus es un laboratorio científico que forma parte de la Estación Espacial Internacional y es la contribución más grande por parte de la ESA al proyecto.
Al igual que los módulos Harmony y Tranquility, el laboratorio Columbus fue construido en Turín, Italia por Thales Alenia Space. El equipo y software funcionales fueron diseñados por el EADS en Bremen, Alemania donde fue integrado finalmente antes de ser enviado al Centro Espacial John F. Kennedy en Florida a bordo de un Airbus Beluga. Fue lanzado a bordo del Transbordador Espacial Atlantis el 7 de febrero de 2008 en la misión STS-122. El módulo está diseñado para una vida útil de diez años y se controla desde el Centro de Control Columbus, que se encuentra en el Centro Alemán de Operaciones Espaciales, parte del Centro Aeroespacial Alemán en Oberpfaffenhofen, cerca de Múnich, Alemania. 
La Agencia Espacial Europea invirtió 1 400 millones de euros en la construcción del Columbus, incluyendo los experimentos que contiene y la infraestructura de tierra necesaria para su operación.

## Descripción
El laboratorio es un módulo cilíndrico construido a base de acero inoxidable, kevlar y aluminio endurecido diseñado para ajustarse en la bodega de carga del Transbordador Espacial. Mide 1,447 m de diámetro externo y 6,871 m de largo en total con una forma muy similar al Módulo de Logística Multipropósito. 

## Construcción
ESA eligió a EADS Astrium Space Transportation como contratista principal para la fabricación del Columbus. El módulo fue probado en el European Space Research and Technology Centre. La estructura de vuelo del Columbus, el sistema de protección frente a micrometeoritos, el control térmico activo y pasivo, el control ambiental y todos los sistemas relacionados con el control de tierra fueron diseñados y cualificados por Alcatel Alenia Space en Turín, Italia según lo definido en el principio PICA (véase la Historia más abajo); el hardware relacionado fue integrado y enviado a Bremen en septiembre de 2001. El laboratorio fue construido y validado a nivel de sistema en las instalaciones de EADS Astrium Space Transportation en Bremen, Alemania.

## Lanzamiento, atraque y configuración

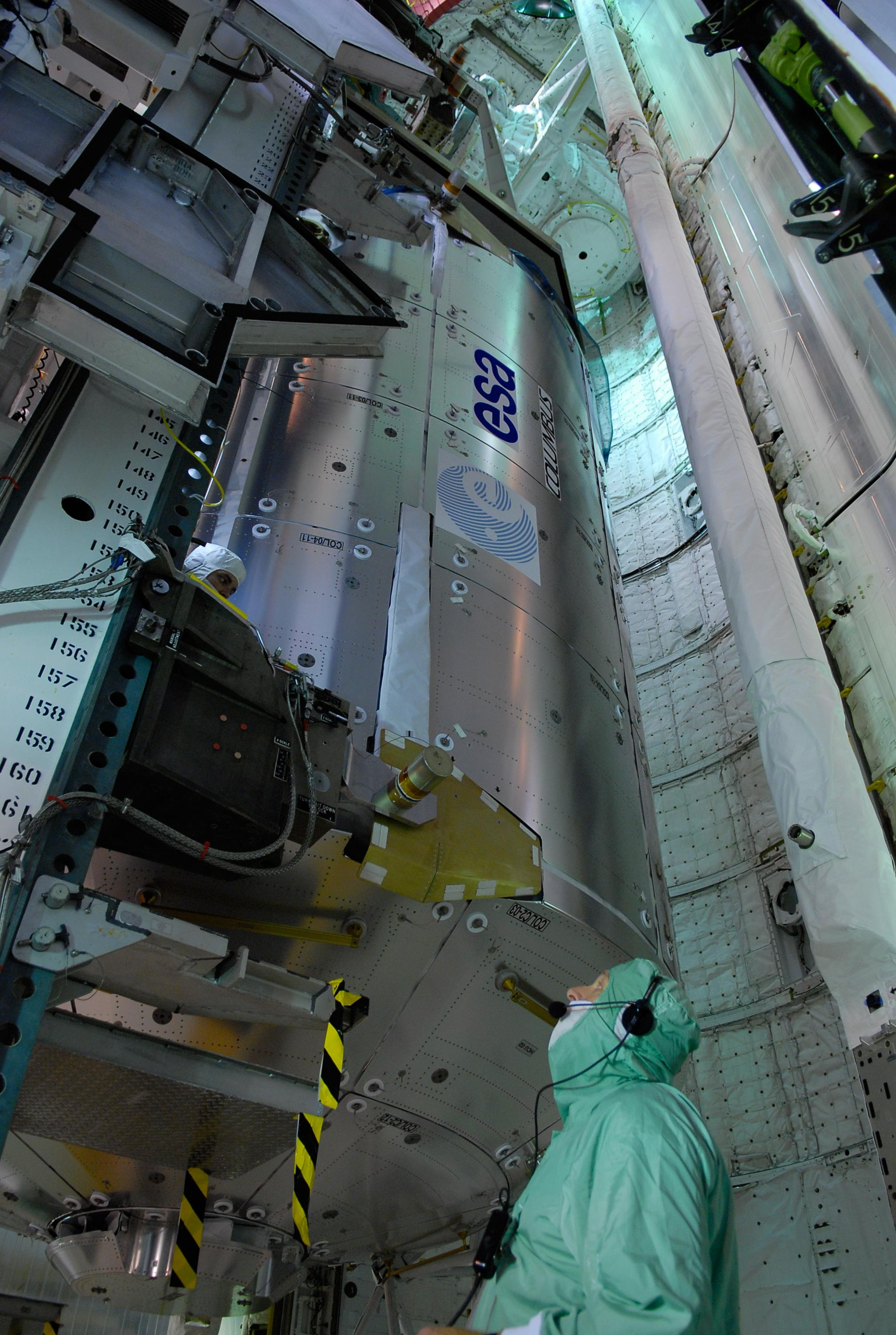
Columbus instalado en la bahía de carga del Atlantis previo al lanzamiento.

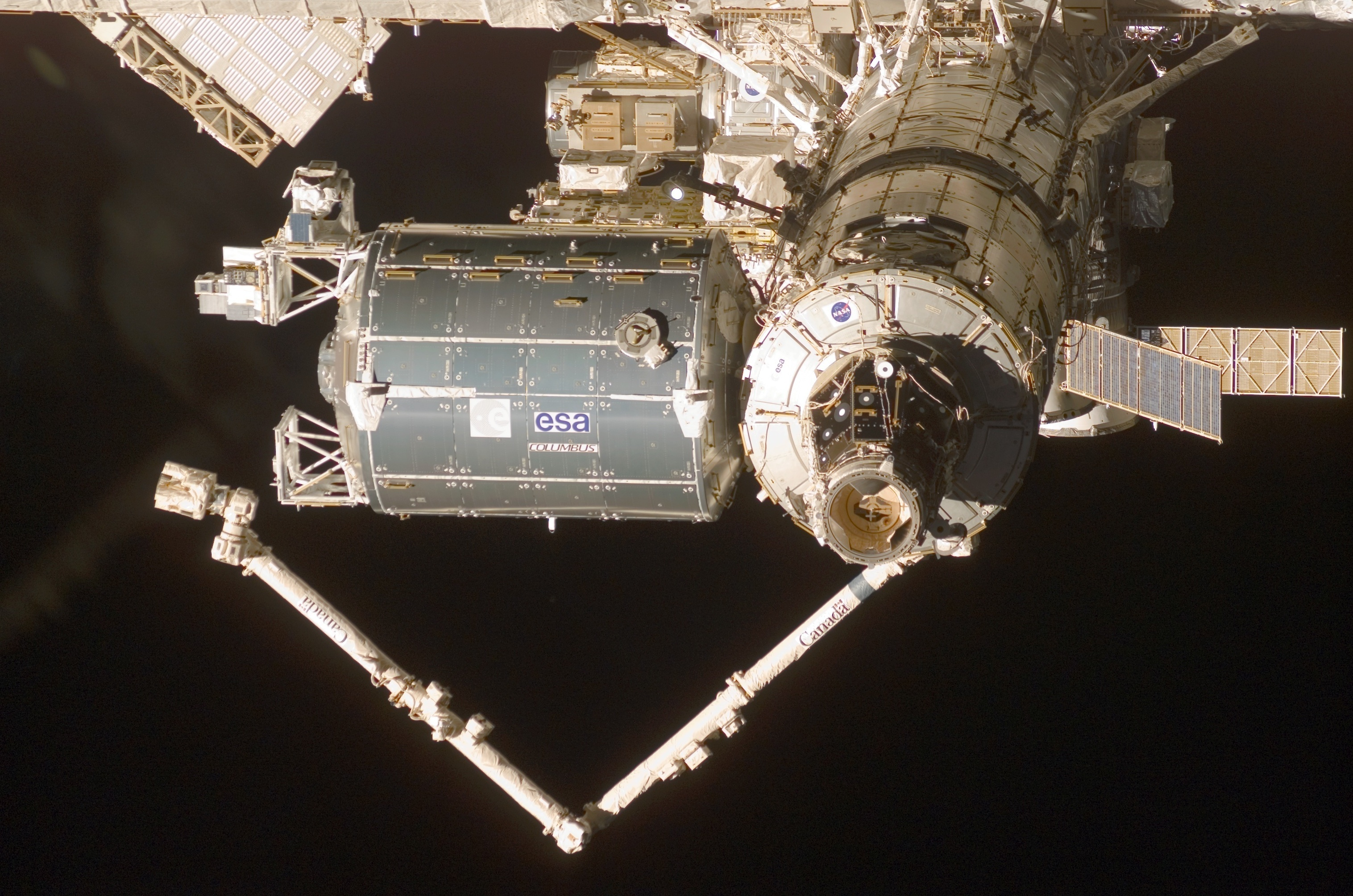
Columbus acoplado a estribor del Harmony.

En noviembre de 2007, el Columbus fue trasladado de las Instalaciones de Procesamiento de la Estación Espacial en el KSC a la bodega de carga del Atlantis para ser lanzado en el vuelo de ensamblaje de la estación 1E (STS-122).

### Retrasos en el lanzamiento de la STS-122
Durante el llenado del tanque externo del Transbordador (ET) con hidrógeno líquido y oxígeno líquido previo al primer intento de lanzamiento el 6 de diciembre de 2007, dos de los cuatro sensores ECO LH2 fallaron una prueba. Las reglas de la misión exigían que tres de los cuatro sensores estuviesen en funcionamiento para intentar un lanzamiento. Como resultado del fallo el director de Lanzamiento Doug Lyons pospuso el lanzamiento, inicialmente durante 24 horas. Esta extensión fue revisada y alargada a 72 horas, resultando en el siguiente intento el domingo 9 de diciembre de 2007. En este caso, uno de los sensores volvió a fallar durante el llenado del tanque.
El conector de los sensores tuvo que ser cambiado causando un retraso de dos meses en el lanzamiento. Columbus fue finalmente lanzado con éxito a la tercera el 7 de febrero de 2008 las 2:45pm EST.

### Atraque
Una vez en la estación, el Canadarm2 retiró el Columbus de la bahía de carga del transbordador y lo acopló en el puerto de estribor del Harmony (también conocido como Nodo 2), con el cilindro apuntando al exterior, el 11 de febrero de 2008.

## Actividades de investigación y experimentos
La actividad del laboratorio se controla desde el Centro de Control Columbus (en el DLR en Oberpfaffenhofen, Alemania) y otros centros de operaciones asociados de Europa.
El laboratorio puede acomodar diez International Standard Payload Racks (ISPRs) activos para cargas. En un acuerdo con la NASA, la ESA dispone de un 51 % del Columbus.
Por lo tanto la ESA dispone de cinco racks y los otros cinco son para la NASA. Cuatro estantes se localizan en la proa, cuatro en la popa y dos en el techo. Tres de los racks restantes contienen sistemas de refrigeración y sistemas de soporte vital y el resto son para almacenamiento. 
Además, cuatro cargas útiles adicionales pueden ser añadidas como cargas externas en el External Payload Facility (CEPF) del Columbus. Cada carga externa está montada sobre un adaptador capaz de acomodar pequeños instrumentos y experimentos hasta un máximo de 230 kglb⋅0.

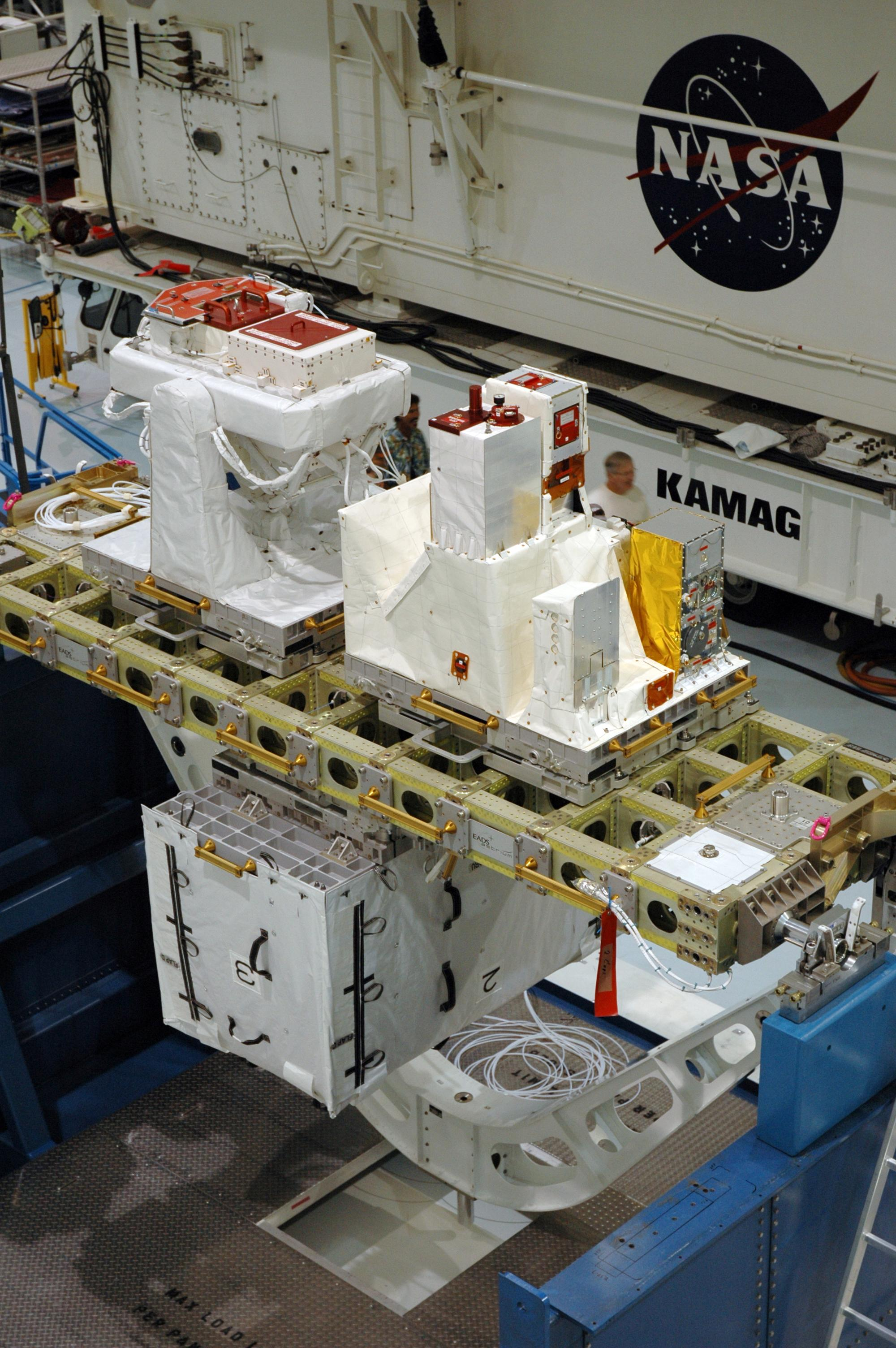
Las cargas externas SOLAR y EuTEF instaladas en paneles de carga LCC-lite antes del lanzamiento de la misión STS-122.

Estas son las cargas útiles ISPR instaladas en el interior Columbus:
- Fluid Science Laboratory (FSL)
- European Physiology Module (EPM)
- Biolab
- European Drawer Rack (EDR)
- European Stowage Rack[10]
- Express Rack 3 (ER-3) (responsabilidad de la NASA)
- Humman Reasearch Facilities 1 y 2 (HRF-1 & HRF-2) (responsabilidad de la NASA)
- Muscle Atrophy Research and Exercise System (MARES)
- Microgravity Science Glovebox (MSG) (trasladado al Destiny el 21 de octubre de 2010)

Las cargas útiles externas acopladas al Columbus incluyen:
- Solar Monitoring Observatory (SOLAR)
- European Technology Exposure Facility (EuTEF), que contiene nueve instrumentos: TRIBOLAB, PLEGPAY, MEDET, EUFIDE, DEBIE-2, FIPEX, EUTEMP, EXPOSE, DOSTEL, y la Earth Viewing Camera. (retirado)[11]
- MISSE-6 (retirado)
- Atomic Clock Ensemble in Space (ACES)
- EXPORT
- Atmosphere-Space Interaction Monitor (ASIM)
- European Data Relay Satellite (EDRS) Communications Terminal, Ka-band[12]

En 2014, el instrumento ISS-RapidScat fue instalado y operó hasta finales del 2016. Fue llevado a la EEI a bordo de la misión SpaceX CRS-4.

## Historia

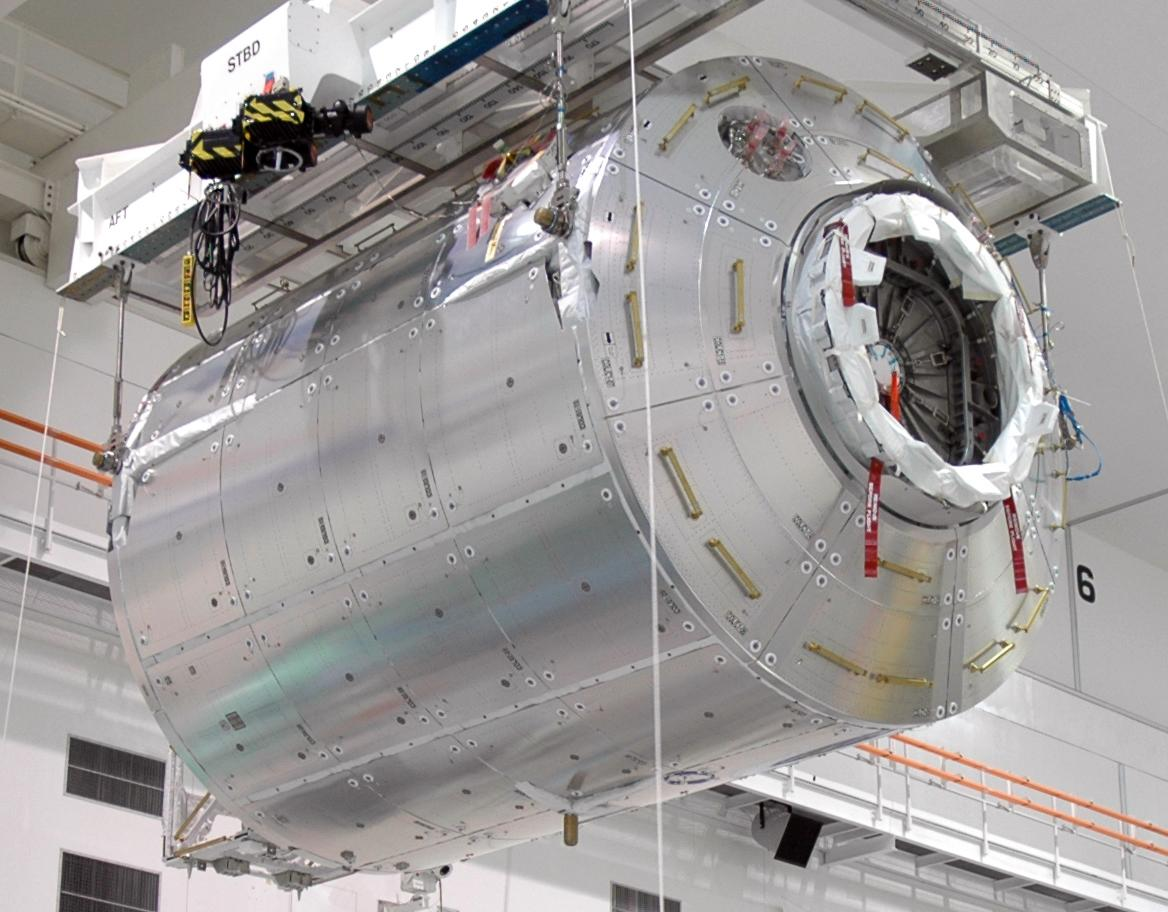
Columbus en el Centro espacial John F. Kennedy.

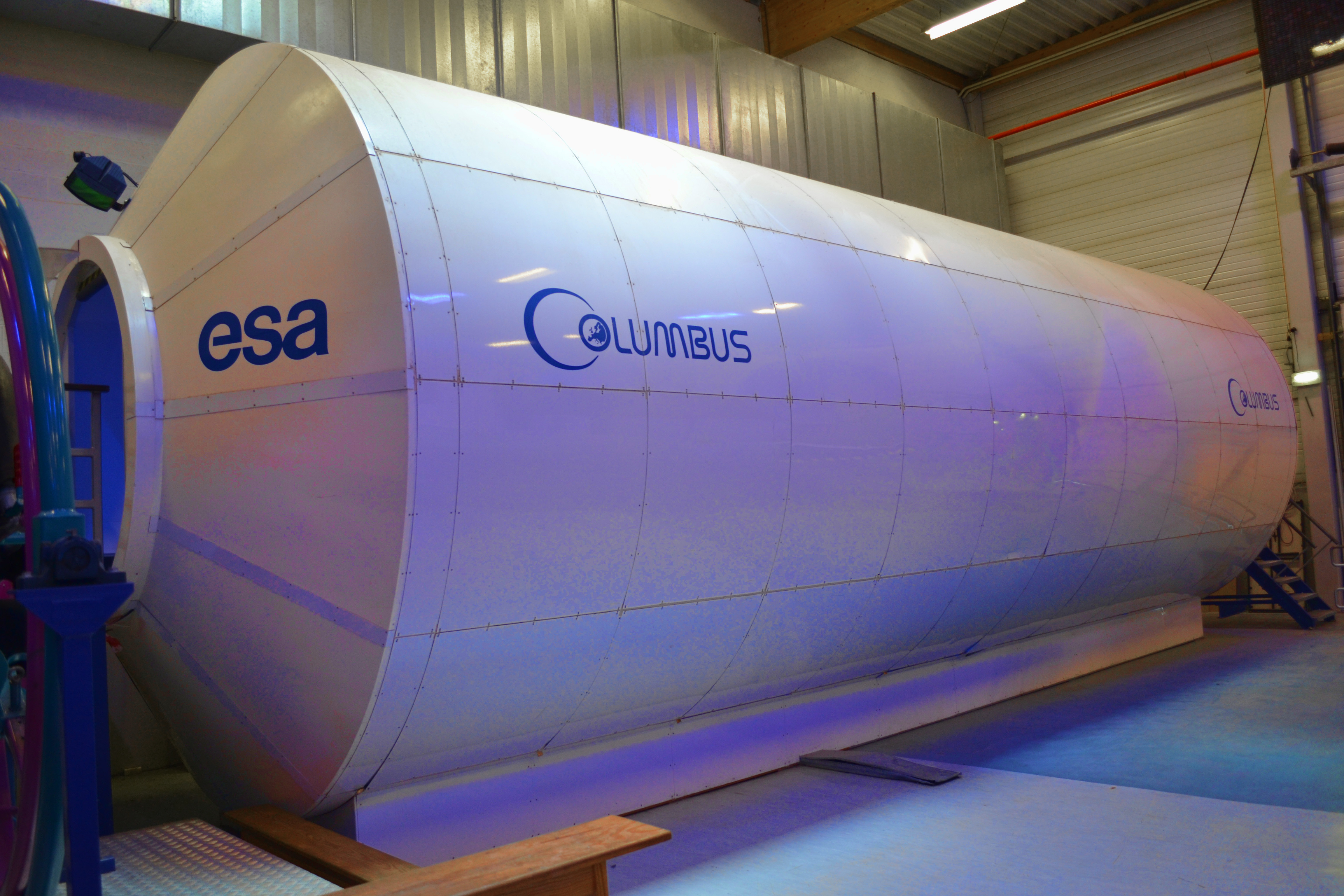
Réplica a tamaño real del Columbus en el Centro Espacial Europeo, Bélgica.

La Junta directiva de la ESA aprobó el programa del Columbus en 1985, como pieza central de una estación espacial europea. A partir de entonces, se han hecho numerosos estudios y propuestas. Al principio del programa la estación incluía tres componentes: Man-tended Free-Flyer (MTFF) del que se encargaría el proyectado Transbordador Hermes realizando vuelos periódicos a la estación europea para el mantenimiento y reconfiguración, Attached Pressurized Module (APM), y Polar Platform (PPF). Para el ahorro del coste de desarrollo y la optimización del aprovisionamiento de piezas de recambio durante la fase de concordancia operacional que estaba prevista entre las configuraciones de vuelo y en la estación espacial se usarían, por ejemplo, los mismos ordenadores en los tres componentes, dispositivos vídeo y de comunicación idénticos, etc.
Cuando todas las etapas estuvieron planificadas por completo con un precio fijado, fueron entregadas hacia finales de 1989 al principal contratista MBB-ERNO, resultando en unos costes mucho más altos que los esperados por la ESA.
Después de numerosas reducciones presupuestarias (y la cancelación del programa Hermes a cargo del CNES), todo lo que permaneció en el programa de la estación espacial Columbus fue el APM, que fue destinado a la Estación Espacial Internacional y renombrado como Instalación Orbital Columbus (Nota: más tarde fue renombrado solamente como Columbus, quedando como nombre definitivo); la Polar Platform fue contratada separadamente con su cooperación al satélite francés HELIOS.
Cuando sólo permaneció el APM en el programa no hubo suficiente trabajo para sus dos principales contribuidores, Alemania e Italia representadas por MBB-ERNO y Alenia respectivamente. Se llegó entonces al compromiso del Principio de la PICA (del inglés Pre Integrated Columbus APM), consistente en que Alenia habría de ser responsable de la configuración global del APM y los sistemas mecánicos, térmicos y de soporte vital, mientras que la EADS ESPACIAL Transportation sería responsable del APM en su conjunto y de todos los sistemas de aviónica y su software (Nota: la empresa MBB-ERNO fue renombrada como Deutsche Aerospace, después Daimler-Benz Aerospace, más tarde DaimlerChrysler Aerospace, luego como Astrium y finalmente EADS ESPACIAL Transportation).
La estructura empleada está basada en el Módulo de Logística Multipropósito, un módulo construido para la NASA por Alenia Spazio, con contrato de la Agencia Espacial Italiana. En 2000 el módulo pre integrado fue entregado en Bremen, Alemania, por el contratista Alenia. El montaje final y las pruebas de los sistemas se realizaron en su conjunto por el contratista principal EADS ESPACIAL Transportation.
El programa final fue mucho más largo de lo que en un principio se había planificado debido a problemas en el desarrollo —varios de ellos causados por el complejo reparto de responsabilidades existentes entre los contratistas— y a los cambios en el diseño introducidos por la ESA. No obstante, siguió siendo viable debido a los problemas del Transbordador Espacial, que retrasaban la fecha de lanzamiento del APM por varios años. El cambio principal en el diseño fue la adición de la External Payload Facility (EPF), apoyada por diferentes organizaciones europeas más interesada en el espacio exterior que en experimentos internos. Fue estudiada también la adición de un terminal para las comunicaciones directas hacia y desde la tierra, que servirían además como respaldo para los sistemas de la EEI, pero finalmente no fue implementado por motivos de coste.

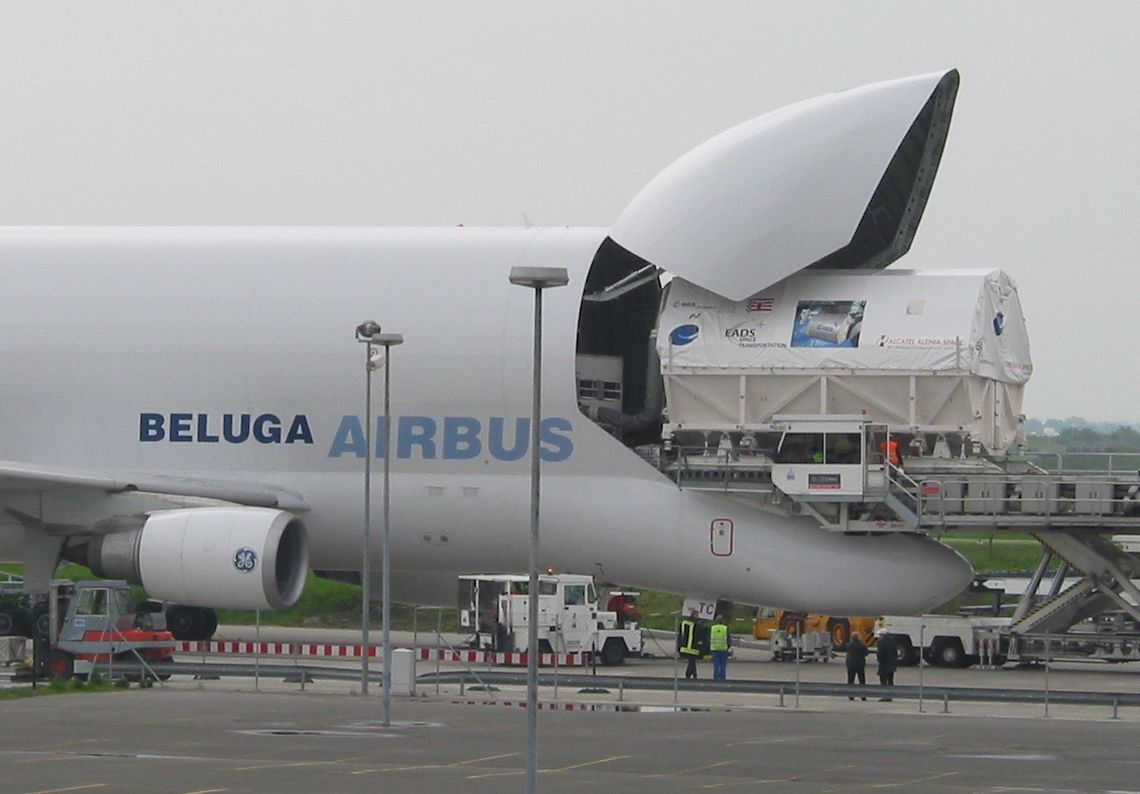
Embarque del módulo Columbus en el aeropuerto de Bremen.

El Columbus fue transportado desde Bremen al Centro espacial Kennedy a bordo de un Airbus Beluga el 27 de mayo de 2006. Su lanzamiento se llevó a cabo el 7 de febrero de 2008 en la misión STS-122 del Transbordador Espacial. Se ensambló a la Estación Espacial Internacional el 13 de febrero a las 14.27 UTC.

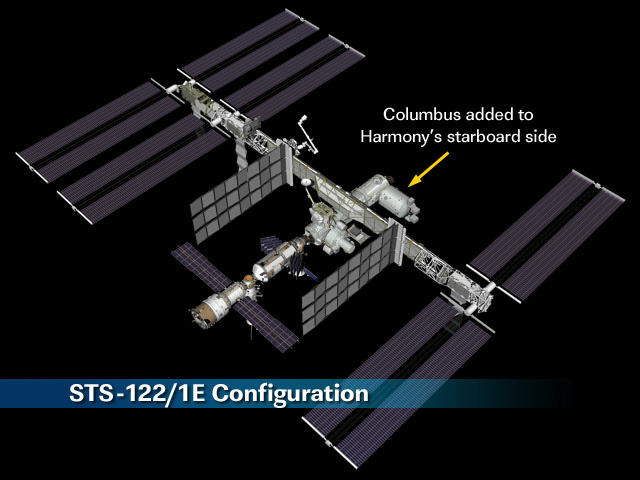
Posición del Columbus en la EEI.

## Especificaciones
- Longitud: 7 m
- Diámetro: 4,5 m
- Masa total: 10 300 kg
- Masa total de carga 2500 kg
- masa total en órbita 12 800 kg
- Detalles de la construcción:
  - Grosor de las paredes: 4 mm[15]

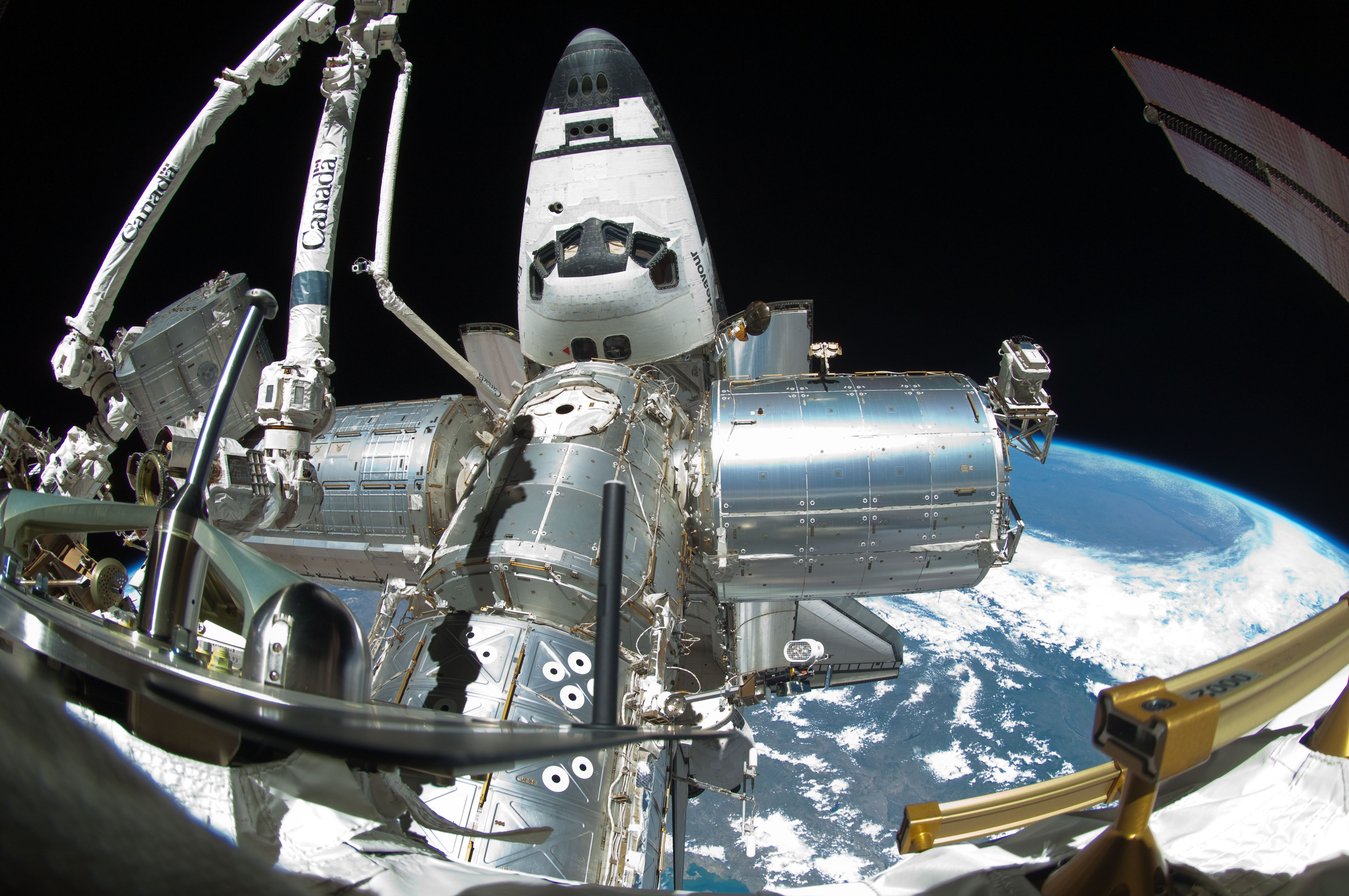
Columbus (derecha) junto al Transbordador Espacial Endeavour en mayo de 2011.

  - Materiales: Acero inoxidable, kevlar y aluminio.

## Centro de Control de Columbus
El Centro de Control de Columbus (Columbus Control Centre o COL-CC) se encuentra en el Centro Alemán de Operaciones Espaciales (GSOC) en Oberpfaffenhofen (cerca de Múnich, Alemania).
Las funciones principales del centro de control son la dirección y supervisión del Laboratorio Columbus así como la configuración y el funcionamiento de la red de comunicaciones europea desde tierra.
Un equipo de ingenieros coordina el desarrollo de los experimentos y las operaciones del sistema. El equipo encargado de Columbus se denomina Flight Control Team (FCT) y sus miembros trabajan en turnos de 8 horas los siete días de la semana. EL FCT recibe apoyo de grupos externos como el Engineering Support Team (EST) o el Ground Control Team (GCT) que se encarga del mantenimiento de la infraestructura del centro de control.
Las responsabilidades dentro del equipo de control (FCT) se reparten entre las siguientes puestos:
| Posición                                       | Indicativo | Responsabilidad |
| ---------------------------------------------- | ---------- | --- |
| Director de Vuelo                              | COL FD     | Líder del grupo y responsable de todas las operaciones en Columbus. Interfaz directa con los equipos de Houston y Moscú. |
| Ingeniero de Sistemas (Systems)                | COL SYS    | Responsable de los sistemas de provisión de energía, protección térmica y habitabilidad del módulo (temperatura ambiente, regeneración del aire...). |
| Coordinador de Operaciones (OC)                | COL OC     | Responsable de la organización de los experimentos y actividades que los distintos usuarios (USOCs) de universidades y centros de investigación dentro de Europa (como E-USOC en Madrid, BIOTESC en Zúrich, CADMOS en Toulouse, MUSC en Colonia, ERASMUS en Holanda, B.USOC en Bruselas y MARS in Nápoles) desean realizar dentro de las cargas útiles de Columbus. |
| Planificador de Operaciones del Columbus (COP) | COL COP    | Planificador, supervisor y coordinador de las actividades europeas que se realizan dentro de Columbus así como de los astronautas europeos cuando se encuentran a bordo de la EEI. |
| Oficial de Comunicaciones (COMMS)              | COL COMMS  | Responsable de la comunicación con y dentro el módulo (transferencia de datos). |
| Sistema de Manejo de Datos (DMS)               | COL DMS    | Responsable del Hardware y Software de los equipos de control a bordo. |
| EUROCOM                                        | EUROCOM    | Responsable de la comunicación con los astronautas en la estación. |